# تيكي تيكي (أسطورة)

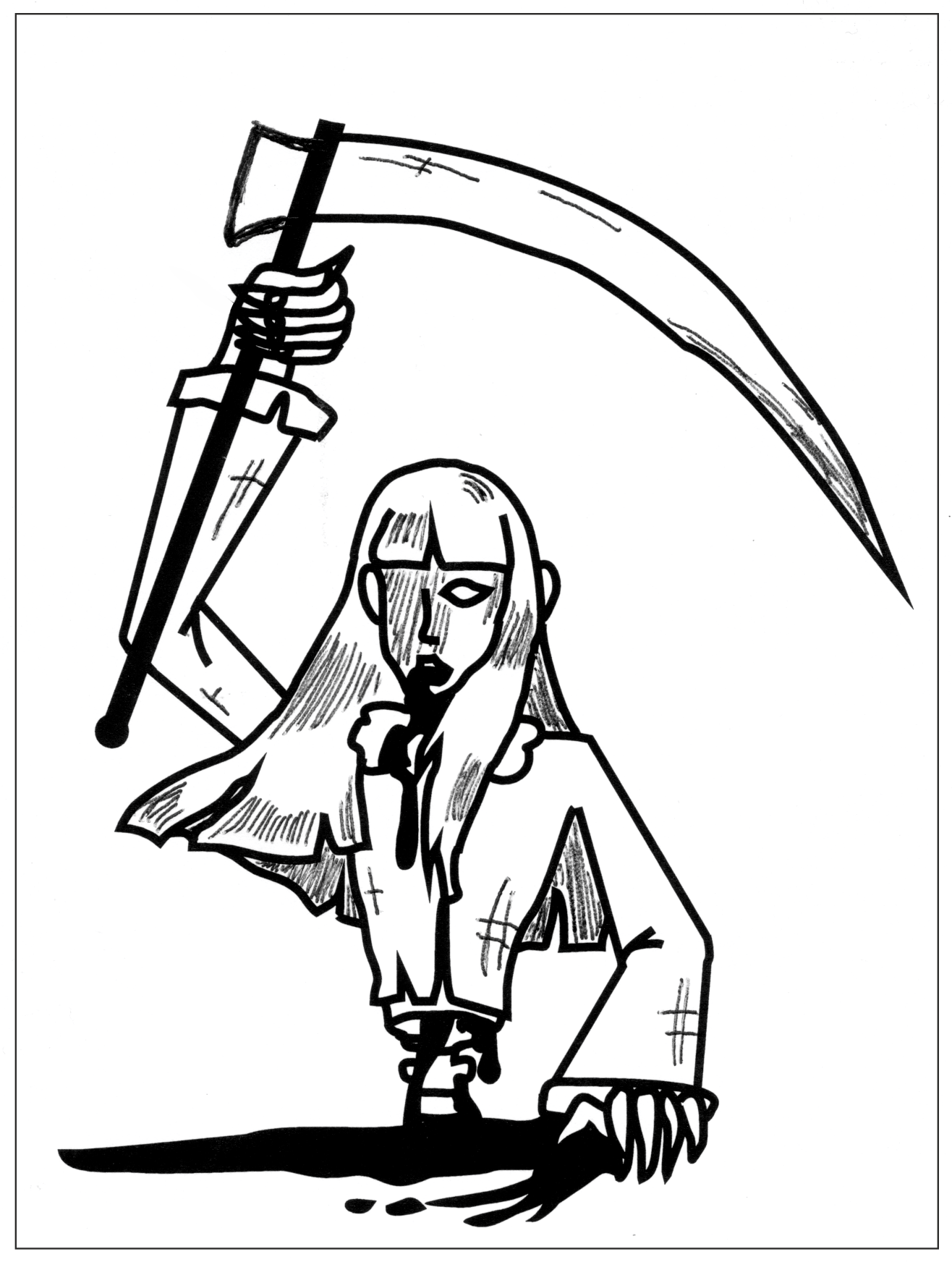
محاكاة فنان لـ"تيكي تيكي"

تيكي تيكي (باليابانية: テ ケ テ ケ)،  هي أسطورة حضرية يابانية تدور حول شبح امرأة شابة أو تلميذة يقال إنها سقطت على خط سكة حديد، حيث تم قطع جسدها إلى نصفين بواسطة قطار. هي أونيري، أو روح انتقامية، تتربص المناطق الحضارية وتحوم حول محطات القطار في الليل. نظرًا لأنه لم يعد لديها الجزء السفلي من الجسم، فإنها تسافر إما على يديها أو مرفقيها، تسحب جذعها العلوي وتحدث خدشًا أو صوتًا يشبه صوت «تيكي-تيكي». إذا قابلت شخصًا ما، فسوف تطارده وتقطعه إلى نصفين عند الجذع، وتقتلهم بطريقة تحاكي تشوهها. 

## أسطورة الساقين المفقودة
تقول الأسطورة الشائعة أن "Teke Teke" هو الشبح أو الروح الانتقامية (المعروفة أيضًا باسم onryō) لامرأة شابة أو تلميذة تم قتلها بالقطع إلى نصفين. ولفقدان أطرافها السفلية، يقال تمشي الروح على يديها أو مرفقيها، وتحدث خدشًا أو صوتًا يشبه صوت «تيكي-تيكي» أثناء تحركها. إذا واجه شخصًا في الليل، فسوف تطارده وتقطع جسده إلى نصفين (غالبًا بالمنجل)، محاكية موتها.
تربط إحدى الروايات القصة بشابة تُعرف باسم (كاشيما ريكو Kashima Reiko)، قيل إنها توفيت عندما انفصلت ساقيها عن جسدها بواسطة قطار بعد أن سقطت على القضبان. وفقًا للأسطورة، تطارد روحها التي بلا أرجل أكشاك الحمام، وتسأل الركاب عما إذا كانوا يعرفون مكان ساقيها. إذا أجاب فرد بإجابة لا تجدها كاشيما مقبولة، فسوف تمزق أو تقطع ساقيه. يمكن للأفراد البقاء على قيد الحياة من خلال الرد على أن ساقيها على طريق ميشين السريع،  أو من خلال الرد بعبارة «كامين شينين ما، kamen shinin ma»،(والذي قد يكون الجذر الصوتي لاسم كاشيما) 